# Lucy Pinder
Lucy Katherine Pinder (Winchester, Hampshire; 20 de diciembre de 1983) es una actriz y modelo británica. Consiguió mucha popularidad por su trabajo como modelo en revistas masculinas. Pinder hizo su debut cinematográfico en la comedia de terror Strippers vs. Werewolves (2012).

## Carrera

### 2003-2010: Modelaje y apariciones en televisión
Pinder debutó como modelo en 2003 después de ser descubierta por un fotógrafo independiente en la playa de Bournemouth en Inglaterra. Posteriormente realizó algunas fotografías y, con el éxito de estas, Lucy firmó un contrato de modelado profesional con el diario británico Daily Star, que la llevó al estrellato público.

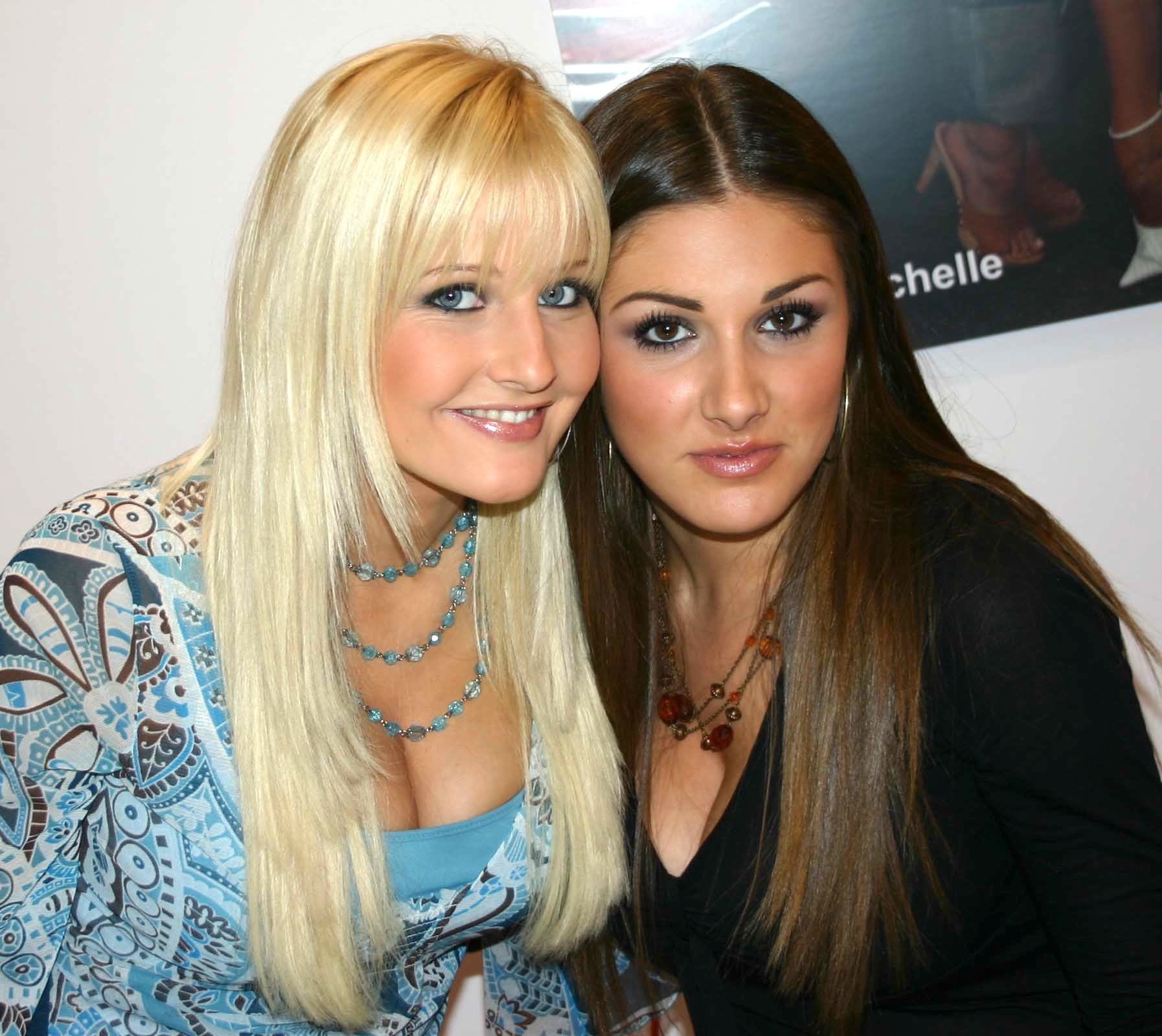
Pinder y Michelle Marsh en el Autosport International en 2004

 Pinder se asoció regularmente con la modelo Michelle Marsh, con quien apareció en una gran cantidad de revistas eróticas, publicidad y videos. Además, trabajó junto a otras reconocidas modelos de glamour británicas como Danielle Lloyd, Sophie Howard, Lindsey Strutt y Saskia Howard-Clarke. La mayor parte de las sesiones fotográficas de Pinder fueron publicadas por las revistas Loaded, Nuts y Zoo. Durante los primeros años de su carrera, Pinder no reveló completamente sus senos en las sesiones fotográficas como acostumbraban a hacerlo la mayoría de las modelos de glamour británicas. Sus primeras fotografías completamente en toples fueron publicadas por la revista británica Nuts en 2007.
Pinder apareció en más de 50 portadas de la revista Nuts, vendiendo más de 15 millones de copias, y apareció en más de 200 portadas del diario británico Daily Star, alcanzando más portadas y apariciones en dicho diario que cualquier otra modelo. En 2007, la revista australiana Ralph publicó a Pinder en la portada como la mujer que tiene "los mejores senos de todos". En ese mismo año, Pinder fue elegida por el diario británico Daily Star como la mujer con "los mejores senos de Gran Bretaña". Lucy también apareció en la lista de "las 100 mujeres más sexys" de la revista FHM en 2005, 2006 y 2007.
Pinder obtuvo gran respuesta por parte de fanáticos de todo el mundo, convirtiéndose en una de las modelos de glamour más buscadas y exitosas del Reino Unido. Cuando se le preguntó a Pinder sobre los planes futuros de su carrera, ella respondió: «Me encanta mi trabajo y espero seguir modelando por un tiempo. Tengo aspiraciones de televisión y cine, pero soy realista, y es muy difícil planificar por adelantado en este negocio, así que por ahora aprovecho cada oportunidad que se me presenta y continuaré para tomar ofertas de trabajo que me interesen y simplemente veré a dónde me lleva».

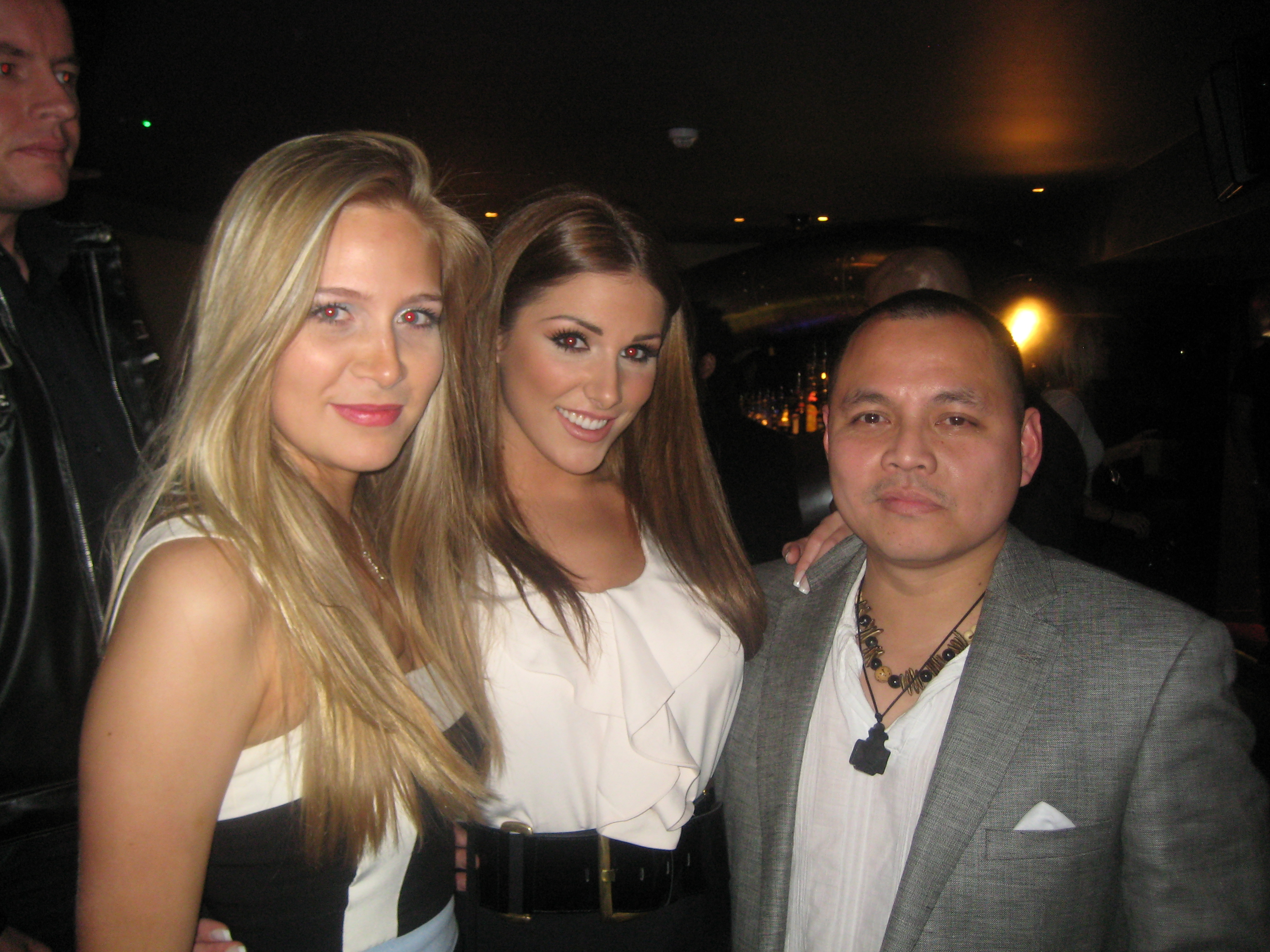
Pinder en Nuts Party en 2009

 Pinder ha aparecido en numerosos programas y series de televisión como Celebrity X Factor, Fash FC, I'm Famous and Frightened, My Body Hell, Richard & Judy, T4, The Match, The Real Hustle, The Royals, The Salon, The Weakest Link, entre muchos otros. Desde el 2 de enero de 2009, Pinder participó en la sexta temporada del programa de telerrealidad británico Celebrity Big Brother, y fue la primera celebridad en ser expulsada de la casa el 9 de enero con el 57 % del total de votos emitidos por el público.

### 2012-presente: Carrera cinematográfica
En 2012, Pinder hizo su debut cinematográfico en la comedia de terror Strippers vs. Werewolves, donde interpretó a una sexy vampira que aterrorizaba a un cazador de vampiros. En 2015, Pinder protagonizó la película de suspenso LiveJustine, basada en una aterradora historia real de explotación sexual y robo de identidad en línea. En 2016, Pinder debutó en Bollywood con la película Waarrior Savitri. En 2017, Pinder hizo un cameo en el telefilme estadounidense Sharknado 5: Global Swarming.

## Trabajo humanitario
Pinder ha trabajado estrechamente con organizaciones benéficas y ha participado en varias recaudaciones de fondos. Fue embajadora de Kick 4 Life, una organización benéfica que utiliza el fútbol para combatir la pobreza y las enfermedades en los países en vías de desarrollo.

## Filmografía
| Año  | Título                       | Papel                | Notas              |
| ---- | ---------------------------- | -------------------- | ------------------ |
| 2012 | Strippers vs Werewolves      | Carmilla             |                    |
| 2014 | The Seventeenth Kind         | Melissa              | Cortometraje       |
| 2015 | Age of Kill                  | Jenna                |                    |
| 2015 | LiveJustine                  | Justine Cyfiawnder   |                    |
| 2016 | Waarrior Savitri             | Candy                | Debut en Bollywood |
| 2017 | Dangerous Game               | Nicola               |                    |
| 2017 | Fanged Up                    | Kathyn               |                    |
| 2017 | Sharknado 5: Global Swarming | Embajadora de Suecia | Telefilme          |
| 2021 | A Suburban Fairytale         | Dawn                 |                    |
| 2021 | Me, Myself and Di            | Diana Vickers        |                    |
| 2022 | The Bystanders               | Julia                |                    |
| 2023 | Nightmare on 34th Street     | Louise               |                    |

| Año  | Título                           | Papel      | Notas                                                 |
| ---- | -------------------------------- | ---------- | ----------------------------------------------------- |
| 2004 | Dream Team                       | Ella misma |                                                       |
| 2005 | I'm Famous and Frightened        | Ella misma | Temporada 4, episodio 1                               |
| 2005 | Soccer AM                        | Ella misma | 1 episodio (31 de diciembre de 2005)                  |
| 2006 | Bo! in the USA                   | Ella misma | Serie 5, episodio 3                                   |
| 2007 | Book at Bedtime with Lucy Pinder | Ella misma | Aprox. 30 episodios                                   |
| 2007 | The Weakest Link                 | Ella misma | 1 episodio (8 de septiembre de 2007)                  |
| 2008 | Hotel Babylon                    | Ella misma | Temporada 3, episodio 1                               |
| 2009 | Celebrity Big Brother            | Ella misma | Temporada 6, episodios 1-11, 27, 28                   |
| 2009 | Hell's Kitchen                   | Ella misma | Temporada 4, episodio 9                               |
| 2010 | Big Brother's Little Brother     | Ella misma | 1 episodio (13 de enero de 2010)                      |
| 2010 | The Real Hustle                  | Nicole     | Temporada 8, episodio 7                               |
| 2018 | The Royals                       | Bridget    | Temporada 4, episodio 2: "Confess Yourself to Heaven" |

| Año  | Título          | Papel       | Lugar        |
| ---- | --------------- | ----------- | ------------ |
| 2018 | Worth a Flutter | Paige/Emily | Hope Theatre |

| Año  | Título            | Artista | Álbum              |
| ---- | ----------------- | ------- | ------------------ |
| 2004 | «Come On England» | 4-4-2   | Sencillo sin álbum |